# Stockhausen (Windhagen)
Stockhausen ist ein Ortsteil der Ortsgemeinde Windhagen im Landkreis Neuwied in Rheinland-Pfalz mit über 550 Einwohnern.

## Geographie
Stockhausen liegt auf der Asbacher Hochfläche im nordwestlichen Westerwald auf Höhenlagen zwischen 265 und 300 m ü. NHN und grenzt direkt an den sich nach Westen erstreckenden Aegidienberger Wald an. Dort steigt das Gelände zum Dachsberg (362 m ü. NHN) an, nach Osten fällt es zum Stockhausener Bach und dessen ortsnah entspringenden Zufluss Forthbach an. Stockhausen hat keinen klassischen Ortskern, sondern erstreckt sich entlang der Dorfstraße. Zu den nächstgelegenen Ortschaften gehören nordöstlich das 1,5 Kilometer entfernte Germscheid sowie das 1,5 Kilometer nordwestlich gelegene Wülscheid.

## Geschichte
Urkundlich in Erscheinung trat Stockhausen 1418 als ein Dienstmannsgut des kurkölnischen Amtes Altenwied. Der Hof war vermutlich durch die ursprünglich aus Dassel stammenden Junker von Stockhausen gegründet und als Motte ausgebaut worden. Er fiel um 1550 in den Besitz der „von Neustadt, genannt Munt“, 1600 wurde er ein Rittersitz der Grafen von Nesselrode. 1660 verzeichnete Stockhausen als Teil der Honschaft Windhagen im gleichnamigen Kirchspiel bei einer Inventur im Amt Altenwied zehn Häuser.
In preußischer Zeit (ab 1815) blieb Stockhausen ein Teil der Honschaft, später Gemeinde Windhagen, seit 1823 im Verwaltungsbezirk der Bürgermeisterei Asbach. Im Rahmen von Volkszählungen in der ersten Hälfte des 19. Jahrhunderts war Stockhausen zunächst als Weiler, 1843 war es als Dorf verzeichnet und umfasste 35 Wohn- sowie 25 Wirtschaftsgebäude. Der Rittersitz der Grafen von Nesselrode war 1830 aufgegeben worden, blieb jedoch als Gebäude erhalten.
1907 erhielt Stockhausen eine Telegraphenhilfsstelle und 1931 eine eigene Poststelle der Klasse II im Bezirk des Postamts Asbach. Zum Gedenken an die Gefallenen des Ersten Weltkrieges wurde 1932 an der Stockhausener Straße ein Ehrenmal errichtet. Ende der 1930er-Jahre entstand nördlich von Stockhausen das Lager Süd-West des damaligen Einsatz(flug)hafens Eudenbach auf der Mußer Heide (auch Musser Heide). Es wurde nach dem Zweiten Weltkrieg niedergelegt. 1959 wurde die Poststelle Stockhausen dem Postamt Linz zugeordnet und 1980 als Spätfolge der kommunalen Neugliederung in eine Annahmepoststelle umgewandelt.
Die mundartliche Bezeichnung des Ortes lautet „Stockes“.
Bevölkerungsentwicklung
| Jahr | Einwohner |
| ---- | --------- |
| 1816 | 148       |
| 1828 | 196       |
| 1843 | 190       |
| 1885 | 191       |
| 1987 | 515       |

### Wiesplätzchen
Zum Hof und späteren Rittersitz Stockhausen gehörte auch die heutige Wüstung Wiesplätzchen, auf halbem Weg zwischen Stockhausen und Germscheid gelegen. Eine früh erwähnte Hofstelle dieses Ortes war das Blietzgenhöffgen. Nach einer Zerstörung im Dreißigjährigen Krieg wurde Wiesplätzchen wiederaufgebaut und zählte 1660 bei der Inventur im Amt Altenwied drei Häuser. Über diesen Umfang wuchs der Ort nie hinaus. Die jährliche Pacht des Hofes betrug 11 Malter Hafer. Die Schreibweise des Ortsnamens entwickelte sich über Weisplätzgen (1729), Wiespletzgen (1765), Wiesenplaetz (1803–1820) und Wiesplätzgen (19. Jahrhundert) zu Wiesplätzchen.
1829 bestanden in Wiesplätzchen noch zwei (von ursprünglich drei) Wohnhäusern, eines war zuvor einem Feuer zum Opfer gefallen. Bei der Volkszählung 1843 war Wiesplätzchen als Hof verzeichnet und umfasste ein Wohn- und zwei Wirtschaftsgebäude mit acht Einwohnern. 1905 war die Einwohnerzahl auf fünf gesunken. Nachdem im Herbst 1929 das damals letzte Wohnhaus niederbrannte, wurde Wiesplätzchen zur Wüstung.

## Sehenswürdigkeiten

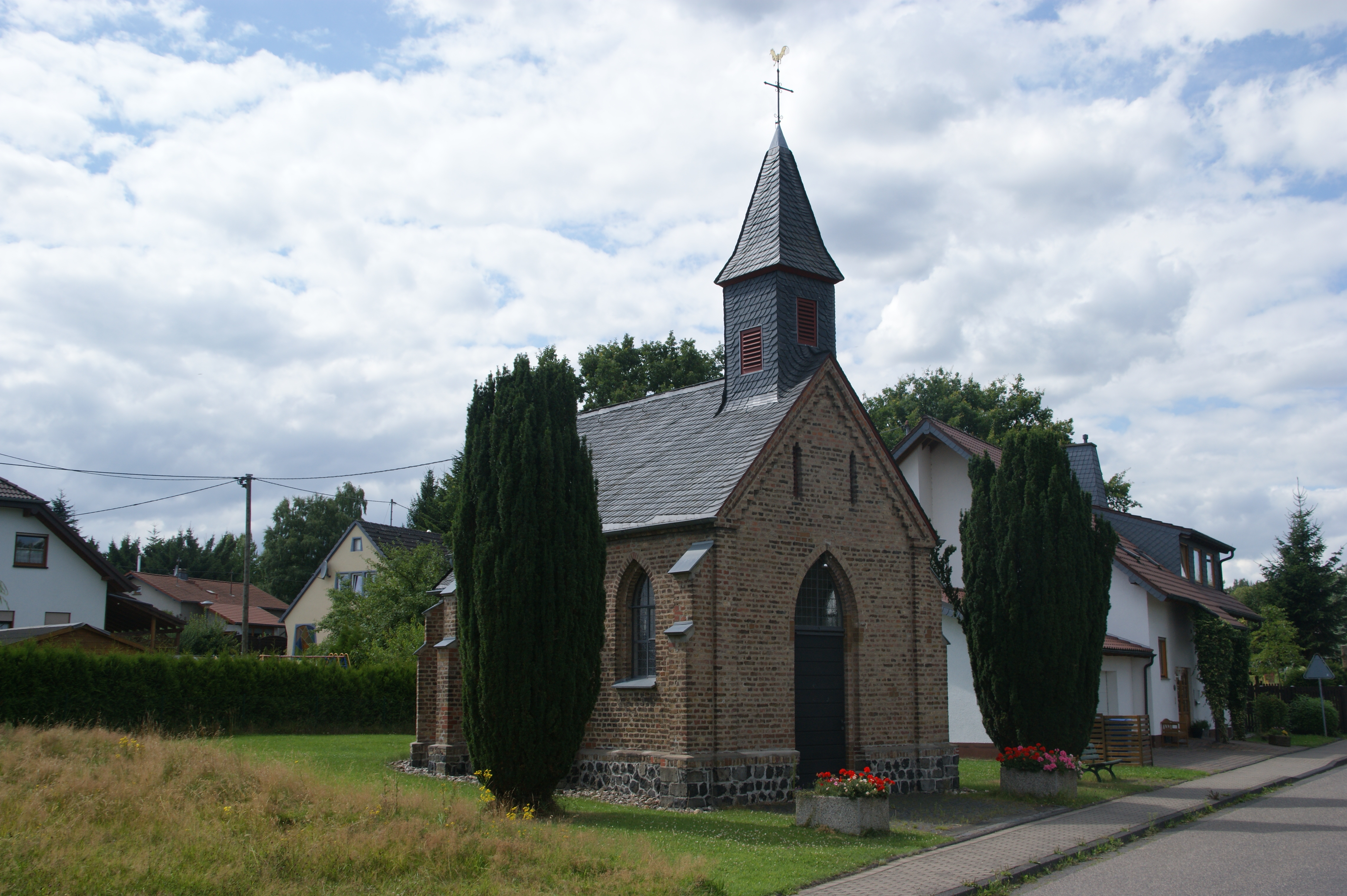
Kapelle in Stockhausen
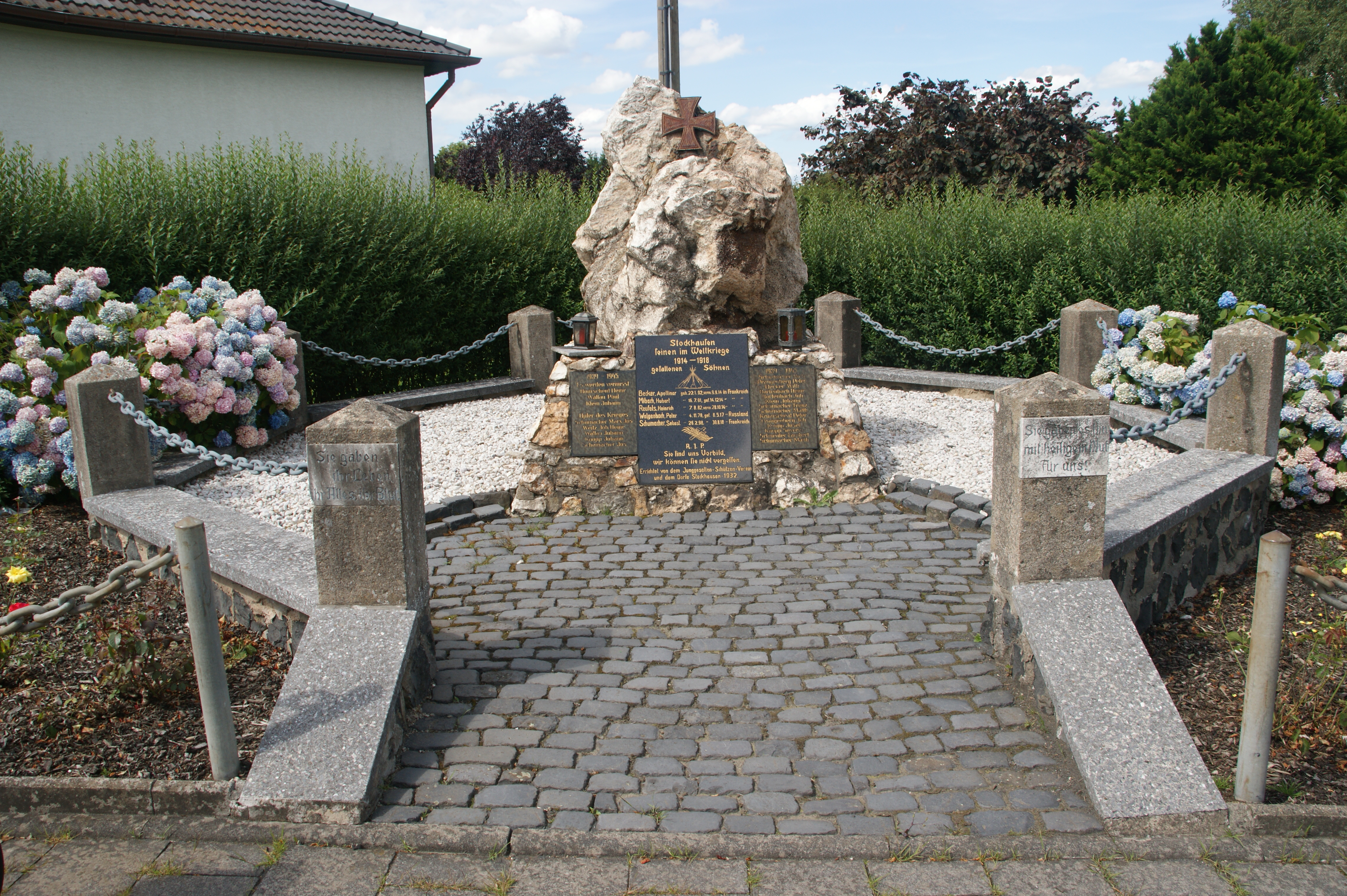
Ehrendenkmal

Eine wesentliche Sehenswürdigkeit von Stockhausen ist die neugotische Marienkapelle, ein von 1884 bis 1886 errichteter Backsteinsaalbau. Als Kulturdenkmal unter Denkmalschutz steht auch ein Fachwerkhaus des ehemaligen Hofs der Grafen von Nesselrode, das im Kern vor 1700 errichtet wurde. In der Weiherstraße befindet sich ein geschütztes Wegekreuz aus dem Jahre 1876, an der Ringstraße steht eine als Naturdenkmal ausgewiesene Eiche.